# Кирьят-Арба
Кирья́т-Арба́ (ивр. קרית ארבע‎) — израильский местный совет и городское поселение в Иудее (на Западном берегу реки Иордан), вплотную примыкающее к Хеврону. Находится на высоте 1008 метров выше уровня моря. Является еврейским кварталом Хеврона, хотя сам является отдельной административной единицей. Построен по проекту израильского архитектора Шмуэля Шакеда.

## История
Название поселения (букв. посёлок четырёх, ср. Кирьят-Шмона) упоминается в Библии как другое название Хеврона и в синодальном переводе транскрибируется как Кириаф-Арба (Быт. 23:2, 35:27). В Книге Бытия название Кирьят-Арба появляется в таком контесте: «И умерла Сарра в Кирьят-Арбе, то есть Хевроне...» (23:2) В Книге Иисуса Навина Хеврон называется Кирьят-Арба в честь великана Арбы: «И имя Хеврону пред Кирьят-Арбой, великий человек между великанами — он». (14:15)

## Современное состояние
Кирьят-Арба был основан по решению правительства Израиля в 1970 году на территориях, занятых Израилем в 1967 году, окончательный статус которых не определён. Он был построен по проекту израильского архитектора Шмуэля Шакеда. Состоит из нескольких районов: Лев ха Кирия (центр города), Рамат-Мамре (Гиват-Харсина), Ашморет Ицхак, Гиват-Авот, Мицпе-Авихай, Гиват Галь, Нофей Мамре. В городе находятся две промышленные зоны. Наиболее крупное предприятие — завод вин «Хеврон». Территория, включённая в городскую черту — 5 тыс. дунам. Кирьят-Арба — одно из первых еврейских поселений в Иудее и Самарии, важный идеологический центр поселенческого движения. Здесь проживают многие видные деятели правого лагеря — бывшие депутаты Кнессета Геула Коэн, раввин Элиэзер Вальдман, Эльяким Хаэцни, лидер ультраправого движения «Еврейский национальный фронт» Барух Марзель. Раввин города Дов Лиор возглавляет Совет раввинов Иудеи и Самарии. Кирьят-Арба является местом сосредоточения творческой интеллигенции. Здесь жила писательница Наоми Френкель, живёт поэтесса Хава Корзакова, художник Барух Нахшон.
В местном совете Кирьят-Арбы 9 депутатов, представляющих 5 партий. Мэр — Малахи Левингер.

## Население
По данным Центрального статистического бюро Израиля, население на начало 2020 года составляло 7 326 человек.
В 14-ти поселениях районного совета «Хар Хеврон», вблизи города, в 2016 году проживали 7942 человека. В еврейских кварталах центра Хеврона проживает около 1250 человек, в том числе порядка 650 человек в общежитии иешивы «Швей Шомрон» в квартале «Бейт-Романо». Всего в районе большого Хеврона проживают около 17 тыс. евреев (в 2000 году — 9 тыс., в 1995 году — 5700, в 1983 году — 2900).
Ежегодный прирост населения Кирьят-Арбы составлял в 2000-х годах 3,4 %-3,7 %. В 2015 году только в Кирьят-Арбе родился 241 человек (34,7 на 1000 жителей), умер 31 человек (4,5 на 1000 жителей), естественный прирост составил 210 человек (30,2 на 1000 жителей). Каждый год в Кирьят-Арба переселяются десятки новых семей. В то же время существует стойкая тенденция переезда из самой Кирьят-Арбы в более новые форпосты и поселения районного совета «Xар Хеврон» и другие.
Считается[кем?], что 60% населения — религиозные, а 40% — светские. Среди последних преобладают выходцы из стран бывшего СССР. Примерно четверть всего населения Кирьят-Арбы владеет русским языком. В Кирьят-Арбе 7 школ , 22 детских сада, новый медицинский центр с круглосуточной экстренной помощью, филиалы государственных учреждений, в том числе Центр занятости населения. В 2011 году открылся Гейхал Тарбут (Дворец культуры с оборудованным театральным залом), в котором выступают и российские гастролёры. В Кирьят-Арбе также имеются Матнас (Культурный центр), городской музей, городская и районная библиотеки, спортивный центр, большой крытый бассейн с дорожками олимпийского размера, стадион, современный, открытый в 2016 году Кантри-Клаб, танцевальная площадка на 1000 человек. Общая площадь парков и зелёных насаждений составляет более четверти всей территории.

## География и производство
Кирьят-Арба разделена на два больших района, расстояние между которыми 2 километра: Лев Кирья, застроенная 4- и 5-этажными зданиями (в последние годы 6-9-этажными), и Харсина (Рамат-Мамре), район вилл и коттеджей. Новые районы Ашморет Ицхак, Гиват-Авот, Мицпе-Авихай, Гиват Галь и Нофей Мамра имеют разноэтажную застройку. Особо популярны в новых районах 2-этажные дуплексы на 4 семьи с отдельным участком и входом. Вокруг города расположено несколько ферм и поселенческих форпостов. Среди ферм выделяется коневодческая ферма Эди Дрибена.
Среди промышленных отраслей развито виноделие (хевронские вина). В двух промышленных зонах работают около 30 более мелких предприятий. Несколько компьютерных фирм. В Кирьят-Арба более 20 предприятий торговли, в том числе универсам, 4 ресторана и кафе, пекарня. В марте 2018 года была основана новая промышленная зона "Мевасер".
В Хевроне и вокруг него расположены исторические объекты, имеющие всемирно-историческое значение: Пещера Патриархов, древнее городище с остатками крепостных стен, русский православный монастырь Святой Троицы с Мамврийским дубом, могилы отца царя Давида Ишая и его прабабки Рут, могилы военачальника царя Шауля — Авнера бен Нера и судьи Отниэля бен Кназа, древний город в Сусии.

## Туризм и транспорт
В отличие от соседнего Хеврона с его историческими памятниками, сам по себе Кирьят-Арба не столь посещаем туристами. В первую очередь из-за отсутствия современных гостиниц и остальной туристической инфраструктуры. Иностранные туристы, посещающие исторические объекты в Хевроне, чаще всего останавливаются в иерусалимских гостиницах. Тем не менее, Кирьят-Арбу часто посещают с экскурсиями израильские группы внутреннего туризма с целью совершить пешие прогулки в шабат до Пещеры Махпела.
Развитию туризма мешает и сложная военно-политическая обстановка в районе Хеврона. Как правило, теракты совершают исламские террористы против еврейских паломников, однако имел место и теракт 25 февраля 1994 года, когда еврейский врач из Кирьят-Арбы Барух Гольдштейн расстрелял из автомата 29 арабов и ранил более 150 в Пещере Патриархов.
После прихода в 2017 году автобусной компании Эгед Таавура улучшилось транспортное обслуживание Кирьят-Арбы. Сразу 14 маршрутов (в том числе 2 ночных) связывают Кирьят-Арба, как другими районами страны (Иерусалим, Беер-Шева, Кирьят-Гат), так и с поселениями районных советов «Гар Хеврон» и «Гуш Эцион». Отдельный маршрут связывает Кирьят-Арбу с новой промзоной Мейтарим, в которой нашли работу многие жители Кирьят-Арбы. С помощью согласованной по времени пересадки можно из Кирьят-Арбы добраться до города Арад на юге (через поселение Кармель) и с железнодорожной станцией в городе Бейт-Шемеш (пересадка на перекрёстке Гуш Эцион), откуда можно быстро добраться поездом в Тель-Авив.